# Championnat National 2016-2017
Lo Championnat National 2016-2017 è stata la 20ª edizione della terza serie del campionato di calcio francese, disputato tra il 5 agosto 2016 e il 19 maggio 2017.
Il campionato è stato vinto dallo Châteauroux, promosso in Ligue 2 assieme al Quevilly.
Capocannonieri del torneo è stato Umut Bozok (Consolat Marseille) con 18 reti.

## Stagione

### Novità
Nella stagione precedente sono state promosse in Ligue 2 Strasburgo, Orléans e Amiens.
Dalla Ligue 2 sono retrocesse Évian Thonon Gaillard Football Club, Créteil-Lusitanos e Paris FC.
Dallo Championnat de France amateur sono state promosse Quevilly, Lyon-La Duchère, Pau e Concarneau.
Il 9 giugno 2016 il Luçon ha dichiarato fallimento e al suo posto è stato ripescato il Les Herbiers, quindicesimo classificato nel precedente campionato.
Il 13 luglio 2016 l'Évian è stato retrocesso d'ufficio in CFA. La prima squadra avente diritto di ripescaggio era il Colmar, sedicesimo classificato del precedente campionato, ma non avendone i requisiti è stato ripescato l'Épinal diciassettesimo.
Da questa stagione viene disputato uno spareggio tra la terzultima classificata in Ligue 2 e la terza dello Championnat National per un posto in seconda divisione.

### Formula
Le diciotto squadre partecipanti si sono incontrate in un turno di andata e ritorno per un totale di 34 partite.
Le prime due squadre classificate e la vincitrice dello spareggio sono promosse in Ligue 2.
Le ultime quattro squadre classificate sono retrocesse in CFA.

## Classifica
|  | Pos. | Squadra            | Pt | G  | V  | N  | P  | GF | GS | DR  |
|  | ---- | ------------------ | -- | -- | -- | -- | -- | -- | -- | --- |
|  | 1.   | Châteauroux        | 59 | 34 | 16 | 11 | 7  | 43 | 35 | +8  |
|  | 2.   | Quevilly-Rouen     | 58 | 34 | 15 | 13 | 6  | 50 | 37 | +13 |
|  | 3.   | Paris FC           | 54 | 34 | 15 | 9  | 10 | 30 | 18 | +12 |
|  | 4.   | Consolat Marsiglia | 54 | 34 | 16 | 6  | 12 | 52 | 44 | +8  |
|  | 5.   | Chambly            | 54 | 34 | 14 | 12 | 8  | 42 | 34 | +8  |
|  | 6.   | Dunkerque          | 53 | 34 | 15 | 8  | 11 | 51 | 37 | +14 |
|  | 7.   | Lyon-La Duchère    | 50 | 34 | 14 | 8  | 12 | 40 | 37 | +3  |
|  | 8.   | AS Béziers         | 50 | 34 | 14 | 8  | 12 | 44 | 41 | +3  |
|  | 9.   | Boulogne           | 49 | 34 | 13 | 10 | 11 | 47 | 38 | +9  |
|  | 10.  | Avranches          | 46 | 34 | 12 | 10 | 12 | 47 | 46 | +1  |
|  | 11.  | Concarneau         | 46 | 34 | 13 | 7  | 14 | 38 | 43 | -5  |
|  | 12.  | Créteil-Lusitanos  | 42 | 34 | 12 | 6  | 16 | 40 | 49 | -9  |
|  | 13.  | Les Herbiers       | 39 | 34 | 8  | 15 | 11 | 38 | 42 | -4  |
|  | 14.  | Pau                | 38 | 34 | 8  | 14 | 12 | 28 | 37 | -9  |
|  | 15.  | Épinal             | 37 | 34 | 8  | 13 | 13 | 33 | 39 | -6  |
|  | 16.  | CA Bastia          | 36 | 34 | 9  | 9  | 16 | 34 | 53 | -19 |
|  | 17.  | Sedan              | 35 | 34 | 9  | 8  | 17 | 39 | 52 | -13 |
|  | 18.  | Belfort            | 31 | 34 | 8  | 7  | 19 | 32 | 46 | -14 |

Legenda:

      Promosse in Ligue 2 2017-2018

      Ammessa allo spareggio promozione contro la terza classificata della Ligue 2 2016-2017

      Retrocesse in Championnat de France amateur

## Spareggi

### Spareggio retrocessione
|          | Risultati |          | Luogo e data            |
| -------- | --------- | -------- | ----------------------- |
| Paris FC | 0-1       | Orléans  | Parigi, 23 maggio 2017  |
| Orléans  | 1-0       | Paris FC | Orléans, 28 maggio 2017 |

## Verdetti
- Châteauroux,  Quevilly-Rouen e  Paris FC promosse in Ligue 2 2017-2018.
- Épinal,  CA Bastia,  Sedan e  Belfort retrocesse in Championnat de France amateur.